# IBM Plex
IBM Plex — надсемейство шрифтов с открытым исходным кодом, созданное Майком Аббинком в IBM в сотрудничестве с Bold Monday, которое должно было отражать дух бренда, его убеждения и принципы дизайна, используемые IBM. Предполагалось, что оно будет использоваться для всех брендов компании на международном уровне. Гельветика, используемая компанией IBM в качестве корпоративной гарнитуры в течение 50 лет, была заменена на IBM Plex; таким образом, компания освободилась от обширных лицензионных платежей. Версия 1.0 соответствующего надсемейства шрифтов включала в себя четыре гарнитуры. Каждая из них поставлялась с 8-ю начертаниями, среди которых сверхтонкое, очень тонкое, тонкое, обычное, текстовое, среднее, плотное, жирное, а также курсивом.  Bold Monday также предоставляет код для веб-разработки на CSS, SCSS и JavaScript, связанный с гарнитурами под лицензией Apache, а наименование надсемейства IBM Plex зарезервировано так, как то предусматривает SIL Open Font License, и зарегистрировано как товарный знак по состоянию на декабрь 2017 года.
- IBM Plex Sans — гарнитура без засечек, дизайн которой вдохновлён гарнитурой Franklin Gothic. При создании IBM Plex Sans использовались некоторые особенности Franklin Gothic.
- IBM Plex Sans Condensed — уплотнённый вариант гарнитуры IBM Plex Sans.
- IBM Plex Mono — моноширинная гарнитура, созданная на основе IBM Plex Sans.
- IBM Plex Serif — переходная антиква, дизайн которой вдохновлен семейством гарнитур Бодони, Джансон. IBM Plex Serif использует некоторые особенности Бодони.

## Поддержка различных языков
Начиная с версии 1.0, гарнитуры IBM Plex поддерживают более 100 языков, большинство из которых используют латинский алфавит [включая вьетнамский], а также кириллицу [кроме IBM Plex Sans Condensed]. Версия 3.0 гарнитуры IBM Plex Sans поддерживает монотонный греческий язык. Для других систем письма создавались отдельные гарнитуры, которые поставлялись без курсива:
- IBM Plex Sans Hebrew — добавлена поддержка ивритской системы письма.
- IBM Plex Sans Thai — добавлена поддержка неформального тайского письма без зацикливания, выпущена 15 октября 2018 г.[7]
- IBM Plex Sans Thai Looped — добавлена поддержка формального тайского письма с зацикливанием, выпущена 5 апреля 2019 г.[8]
- IBM Plex Sans Devanagari — добавлена поддержка деванагари, выпущена 14 декабря 2018 г.[9]
- IBM Plex Sans Arabic — добавлена поддержка арабского письма, выпущена 13 марта 2019 г.[10]
- IBM Plex Sans Korean — добавлена поддержка хангыля, выпущена 8 июня 2020 г.[11]

Кроме того, Майк Аббинк и Bold Monday подтвердили, что работают над поддержкой китайского, бенгальского, тамильского письма, а также письменности индийского языка каннада.
Существует несколько неизданных символов для IBM Plex Sans Condensed, IBM Plex Mono и IBM Plex Serif. Среди них символ валюты (¤), штрих ('), двойной штрих (″). Кроме того, Майк Аббинк подтвердил поддержку блока «Математические операторы» и символов, используемых в языке программирования APL в 2019 году.

## Лицензирование
Гарнитуры были залицензированы компанией IBM только по лицензии SIL Open Font License. Однако в период с 9 августа 2018 г. по 21 августа 2018 г. к файлам применялось двойное лицензирование по лицензии Apache. Соглашение о двойном лицензировании было отменено из-за опасений, что лицензия Apache не подходит для гарнитур. Лицензия SIL Open Font License свободна и имеет открытый исходный код, однако для создания файлов из исходного кода требуется FontLab Studio, которая является проприетарным программным обеспечением.